# Xanthoparmelia subpigmentosa
Xanthoparmelia subpigmentosa är en lavart som beskrevs av Hale. Xanthoparmelia subpigmentosa ingår i släktet Xanthoparmelia och familjen Parmeliaceae.   Inga underarter finns listade i Catalogue of Life.